# 700년

## 연호
- 무주(武周) 성력(聖曆) 3년 / 구시(久視) 원년
- 발해(渤海) 천통(天統) 3년

## 기년
- 무주(武周) 측천황제(則天皇帝) 11년
- 신라(新羅) 효소왕(孝昭王) 9년
- 발해(渤海) 고왕(高王) 3년

## 사건
- 동로마 제국, 이슬람의 아르메니아를 일부 탈환하다.

## 탄생
- 석굴암과 불국사를 건설한 신라의 건축가 김대성
- 로마 교황 바오로 1세
- 로마 교황 하드리아노 1세

## 사망
- 신라의 왕비 신목왕후